# Miloš Veselý
Miloš Veselý (* 6. května 1972 Liberec) je bývalý český bobista. Ve dvojbobu jezdil s Janem Kobiánem.
Startoval na ZOH 2006 a 2010. V Turíně 2006 se s Kobiánem účastnil závodu dvojbobů, v němž se umístili na 28. místě. Ve Vancouveru 2010 byl součástí posádky čtyřbobu, který skončil na 16. místě. Účastnil se světových šampionátů, jeho nejlepším výsledkem je 11. místo ve čtyřbobech na MS 2005.